# Leptoglossis linifolia
Leptoglossis linifolia là loài thực vật có hoa trong họ Cà. Loài này được mô tả khoa học đầu tiên.